# Antwerpener Retabel

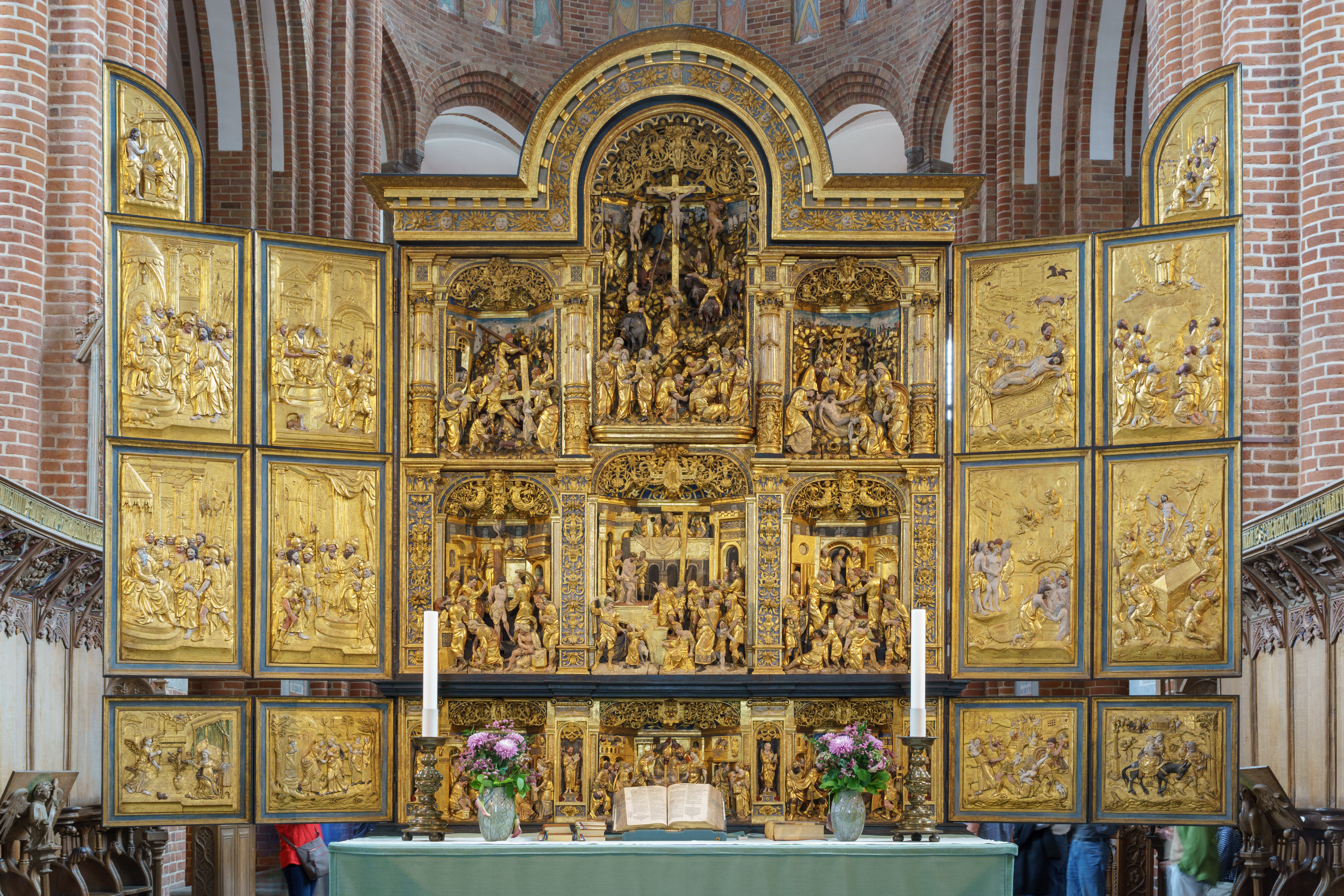
Spätes Antwerpener Retabel im Dom von Roskilde (DK), um 1550–1560

Antwerpener Retabel (im allgemeinen Sprachgebrauch auch Antwerpener Altäre) ist die Sammelbezeichnung für eine Gattung des Flügelaltars, die besonders im ersten Drittel des 16. Jahrhunderts in großem Stil in Antwerpener Werkstätten für den Export produziert wurde und aus einem bildhauerischen hölzernen Mittelteil mit einem oder mehreren meist gemalten Flügelpaaren besteht. Antwerpener Retabel zeichnen sich in der Regel durch einen mittig überhöhten Schreinkasten und detailreiche schnitzerische Ausarbeitungen, aber auch durch gewisse Standardisierungen, etwa in den Maßen und in der häufigen Wiederholung bestimmter Figurengruppen, aus. Die gängige Bewertung als „Massenware“ wird jedoch dem Variantenreichtum nicht gerecht und muss heute neu hinterfragt werden. Vergleichbare Altaraufsätze als Exportstücke entstehen – neben anderen Kunst- und Luxusgütern – in den nahe gelegenen Produktionszentren Brüssel und Mechelen. Noch heute sind über 200 Exemplare in Kirchen und Museen verschiedener europäischer Länder erhalten.

## Antwerpen zu Beginn des 16. Jahrhunderts
Zum Anfang des 16. Jahrhunderts hat Antwerpen Venedig als Handelsstadt im Norden Europas wirtschaftlich abgelöst. Die Anlage des Hafens ermöglichte dem über die Schelde gut erreichbaren und vergleichsweise sicheren Handelsplatz einen raschen Aufschwung. Im Handel mit England und Skandinavien und als Standort eines Marktes für spanische und portugiesische Waren wurde Antwerpen wichtigster Hafen Westeuropas und gleichsam Nachfolger der Hanse in der beginnenden Neuzeit. Diese Situation eines aufblühenden internationalen Marktes bedingte über kurz oder lang die Nachfrage nach Luxusgütern wie Tapisserien, Gläsern, Stoffen oder Goldschmiedearbeiten, die im Tausch gegen importierte Gewürze, Getreide, Hering o. ä. exportiert wurden.

## Die Situation des Kunstmarktes und Kunstexports
Im Unterschied zu Brüssel kannte Antwerpen für den großen Teil der sogenannten Bildenden Künstler keine strikte Trennung der Berufe in unterschiedlichen Gilden. Waren Maler und Bildhauer in Brüssel strikt getrennt organisiert, so vereinte die Antwerpener St.-Lukas-Gilde seit 1382 Maler, Bildhauer, Drucker, Glasmaler, Schreiner und später auch Schriftsetzer sowie andere spezialisierte Gewerke unter ihrem Dach. Erstmals ist im Jahr 1460 auf der Südseite des Immunitätsbezirks der Liebfrauenkathedrale der Pand genannte Kunstmarkt während der Jahrmärkte belegt, auf dem in vermieteten Ständen die Künstler aller Gattungen ihre Werke zum Verkauf anboten. Bereits 1481 hat sich dieser Markt das Monopol als einziger erlaubter Kunstmarkt für den Verkauf von Schnitzerei und Malerei gesichert.

## Das Antwerpener Markenwesen
Der hohe Ausstoß an Kunstwerken führte ab 1470 zu einer Maßnahme der frühen Qualitätssicherung durch eindeutige Verarbeitungsvorschriften und eine Marke. Umstritten ist die genaue Ursache der Einführung der Marke, da sie einerseits auf die Absicht der Künstler zurückgehen könnte, sich gegenüber anderen Produzenten abzugrenzen und kenntlich zu machen. Zum anderen könnte sie aber ebenso gut nur aufgrund der Nachfrage für die Konsumenten eingeführt worden sein, um normierte, schnell prüfbare Qualität nachzuweisen.
Die geöffnete Hand – Wappensymbol der Stadt, die ihren Namen von „Handwerfen“ ableitete – war das Markenzeichen der Antwerpener Schnitzarbeit und wurde durch zwei periodisch wechselnde Kontrolleure der Gilde bei Werkstattbegehungen ins Holz der ungefassten Figurengruppen geschlagen. War das gesamte Retabel später gefasst und mit Flügeln versehen, so wurden auf dem Schreinkasten oftmals zwei Hände über der sogenannten Burg – gebildet aus der Silhouette des Sitzes der Brabanter Herrscher (Burg Steen) am Hafen in Antwerpen – eingeschlagen.

## Die Gestalt und Ikonografie des Flügelretabels
Ein grundlegendes Kennzeichen der Antwerpener Retabelproduktion ist – mit wenigen Ausnahmen – die erzählerische Gestaltung der im Retabel wiedergegebenen Szenen. Kleine Figuren von durchschnittlich etwa 38 cm Höhe werden in einzelnen, den Retabelkasten unterteilenden Gefachen in einer bühnenähnlichen Anordnung zusammengesetzt. Dazu wird das Gefach meist mit einem ansteigenden Boden und zwei sich in der Tiefe verengenden Seitenwänden (ähnlich Kulissenwänden) gestaltet. Die Aufstellung der Figuren geschieht dann oft in drei betrachterparallelen Ebenen. Zuvorderst stehen der Szene zugewandt links und rechts zwei Standfiguren. Die Hauptfiguren füllen etwas nach hinten versetzt die zweite Ebene, während die Figuren der dritten Reihe diesen Hauptfiguren über die Schultern blicken. Diese Figuren sind oft wegen der ökonomischen Arbeitsweise in den nicht einsehbaren Teilen nicht bemalt oder vergoldet und manchmal nicht einmal fertig geschnitzt. Die Herkunft dieser Gestaltungsweise als Übernahme aus den spätmittelalterlichen Passions- oder Mysterienspielen wird in der Kunstgeschichte diskutiert. Bisweilen wird hinter den erzählenden Figuren eine weitere, die Rückwand des Gefachs verdeckende Ebene mit einer Landschaftsdarstellung eingeschoben, die Nebenszenen zur Hauptszene enthalten kann. Die Ausführlichkeit der Erzählung und Zahl der Szenen und der Figuren pro Gefach hängt sehr vom Wunsch des Auftraggebers bzw. der gewünschten theologischen Konzeption für den Aufstellungsort ab.
Die Motive der einzelnen Gefache sind von der gewünschten Ikonografie des Retabels abhängig.

### Passionsretabel
Ein Passionsretabel aus Antwerpener Produktion beinhaltet Darstellungen der Passion Christi. Zumeist werden die für die theologische Ausdeutung bedeutenderen biblischen Berichte der Kreuztragung, Kreuzigung (im erhöhten zentralen Gefach) und Kreuzabnahme oder Beweinung in den großen oberen Gefachen eines Retabelschreins dargestellt (vgl. Roskilde). Die in der Reihe darunter liegenden kleineren Gefache enthalten weitere Szenen, wie die Geißelung, Dornenkrönung oder eine Darstellung des Ecce homo, oder noch weit häufiger Szenen der Kindheitsgeschichte Christi, die mittelalterlich als vorausgegangener und zugehöriger Weg vor Passion und Heilstat verstanden wird. Auf den Flügeln werden vom Betrachter aus gesehen links beginnend und über die Schreinszenen in Leserichtung nach rechts fortschreitend, erst gemalte Szenen, die chronologisch vor der Kreuzigung stattfanden (Einzug in Jerusalem, Gebet im Garten Gethsemane, Verrat oder Verhaftung und Christus vor Pilatus), und danach Szenen nach der Kreuzigung (Grablegung, Auferstehung, Himmelfahrt und Sendung des Heiligen Geistes) dargestellt.
Die Außenseiten der Retabelflügel zeigen oft zentral die Messe des Heiligen Papstes Gregor oder eine Darstellung des Abendmahls, der Speisung der 5000 und dazugehörige alttestamentliche Typologien wie Abraham vor Melchisedek oder die Mannalese. Es ist zu vermuten, dass diese so sehr eucharistisch ausgelegte Außenseite die während der meisten mittelalterlichen Messfeiern gezeigte Schauseite eines Retabels gewesen ist, da eine Öffnung der Flügel nur an den hohen Festtagen stattgefunden haben mag.
Gerade die Passionsszenen beruhen – neben den Texten des Neuen Testaments – auf dessen Apokryphen, theologisch-didaktischen Texten der Kirchenväter und Exegeten und auf literarischen Werken z. B. des Heiligen Bernhard von Clairvaux, Bonaventura von Bagnoregio oder der flämischen Mystiker vor und in der Devotio moderna.

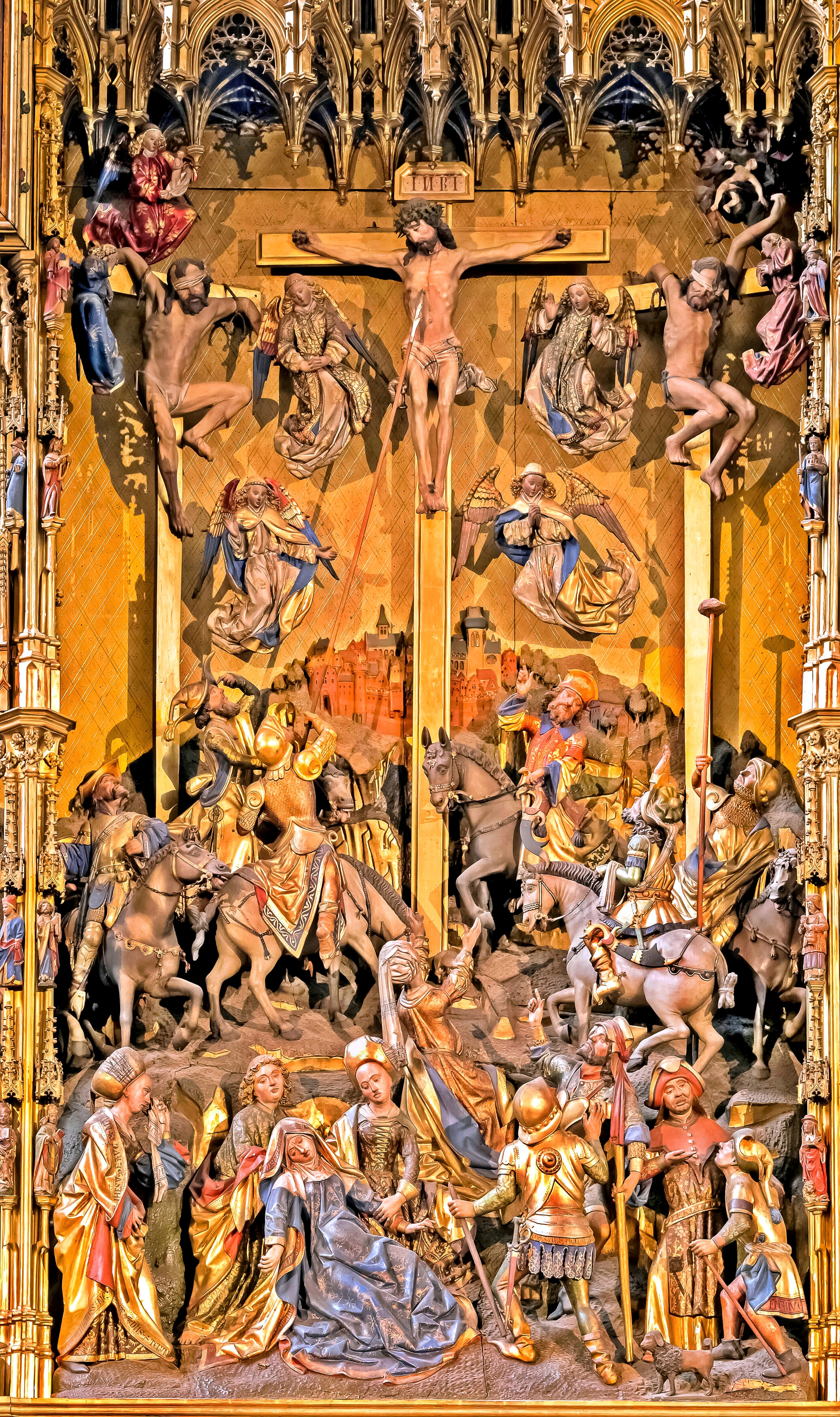
Antwerpener Retabel in der Wallfahrtskirche Maria Heimsuchung in Klausen (Eifel), um 1480
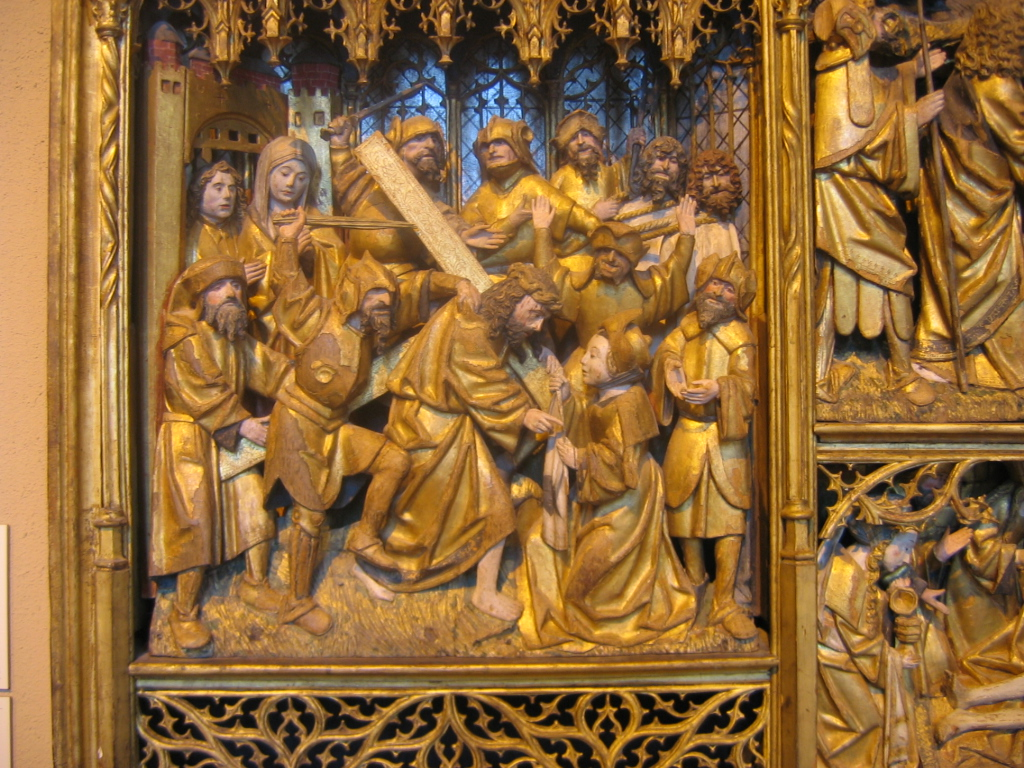
Antwerpener Retabel im Musée des Beaux-Arts Dijon (F): Kreuztragung, um 1520
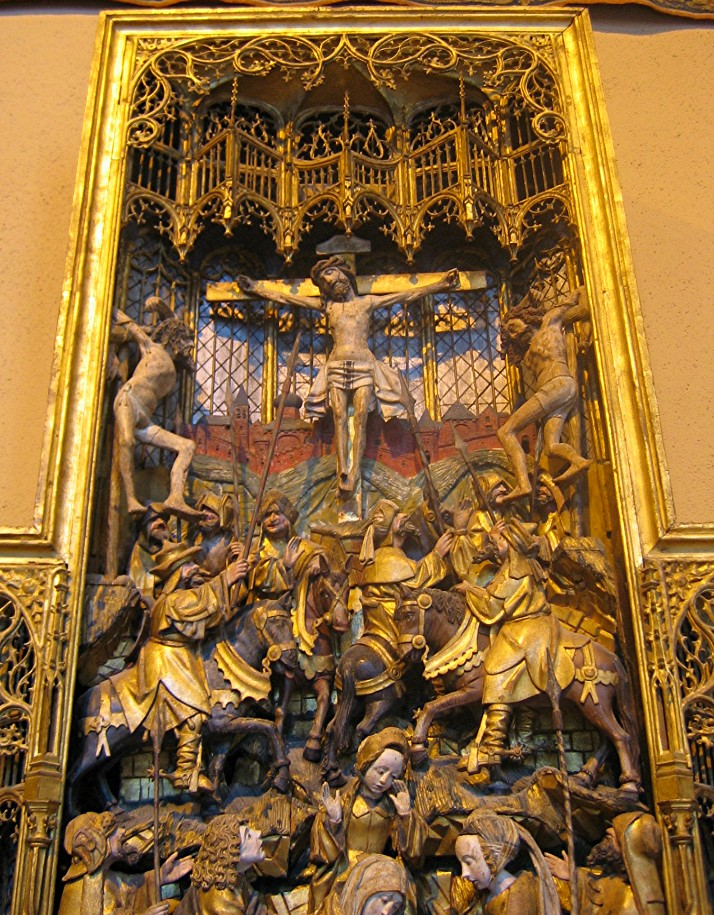
Antwerpener Retabel im Musée des Beaux-Arts Dijon (F): Kreuzigung im erhöhten Gefach, um 1520
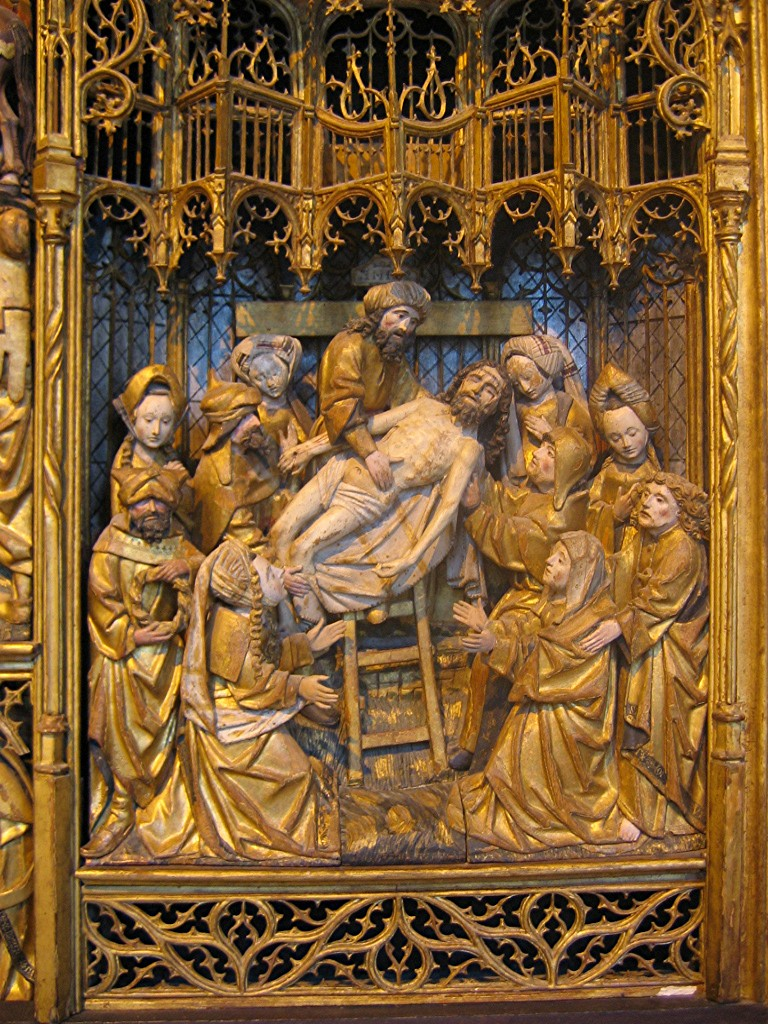
Antwerpener Retabel im Musée des Beaux-Arts Dijon (F): Kreuzabnahme, um 1520
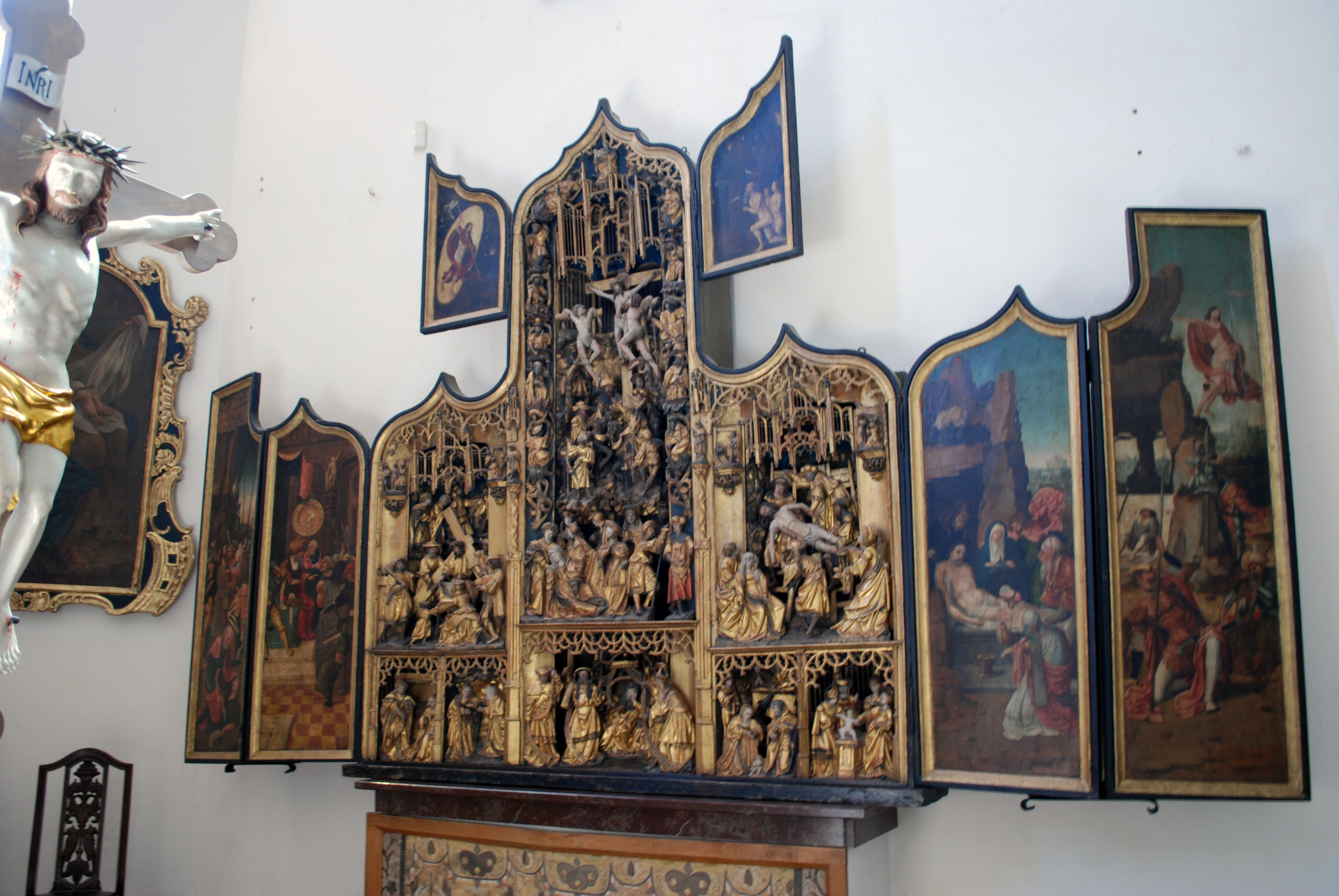
Antwerpener Retabel in Zukowo Kaschubei
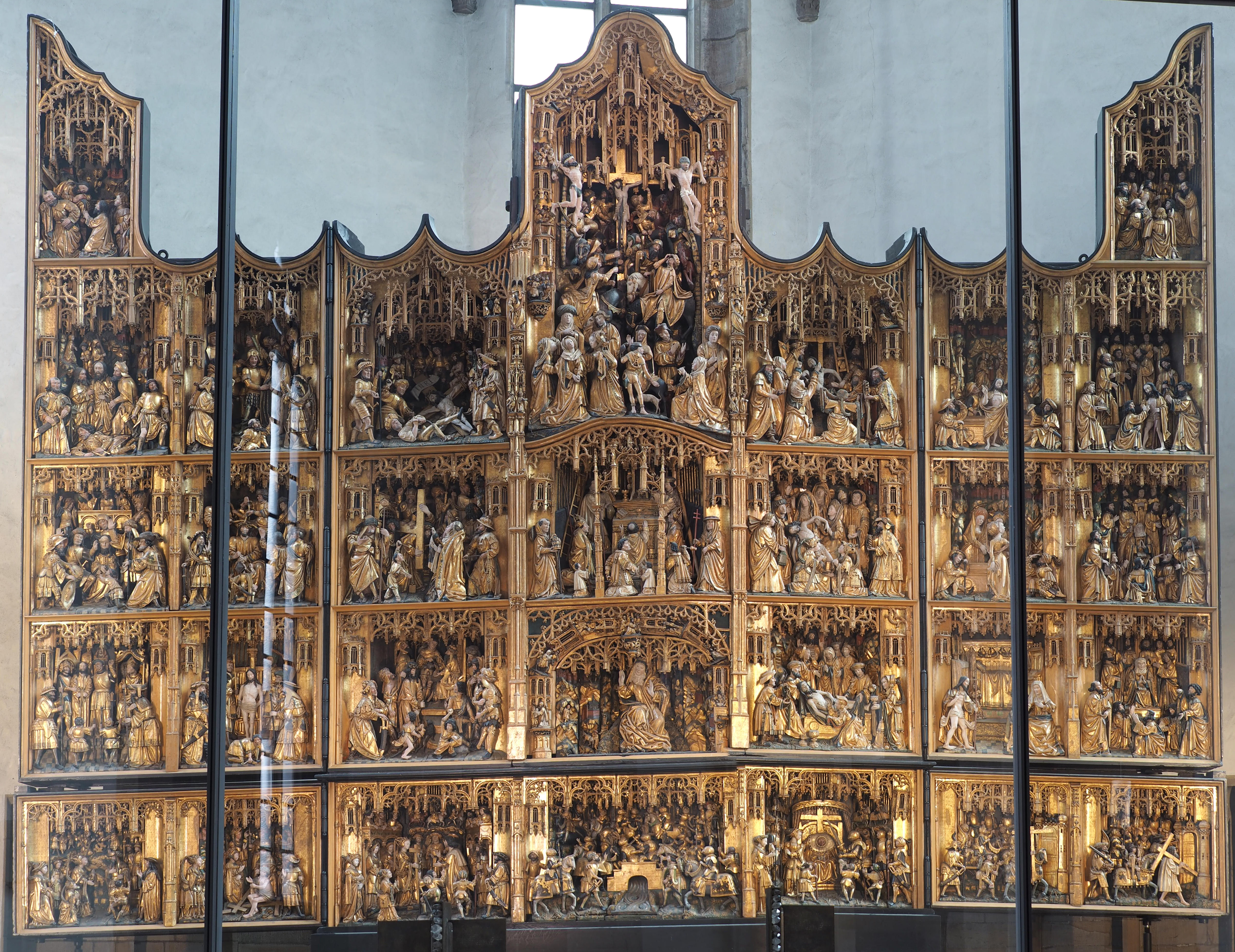
Antwerpener Retabel in der Petrikirche Dortmund

### Marienretabel

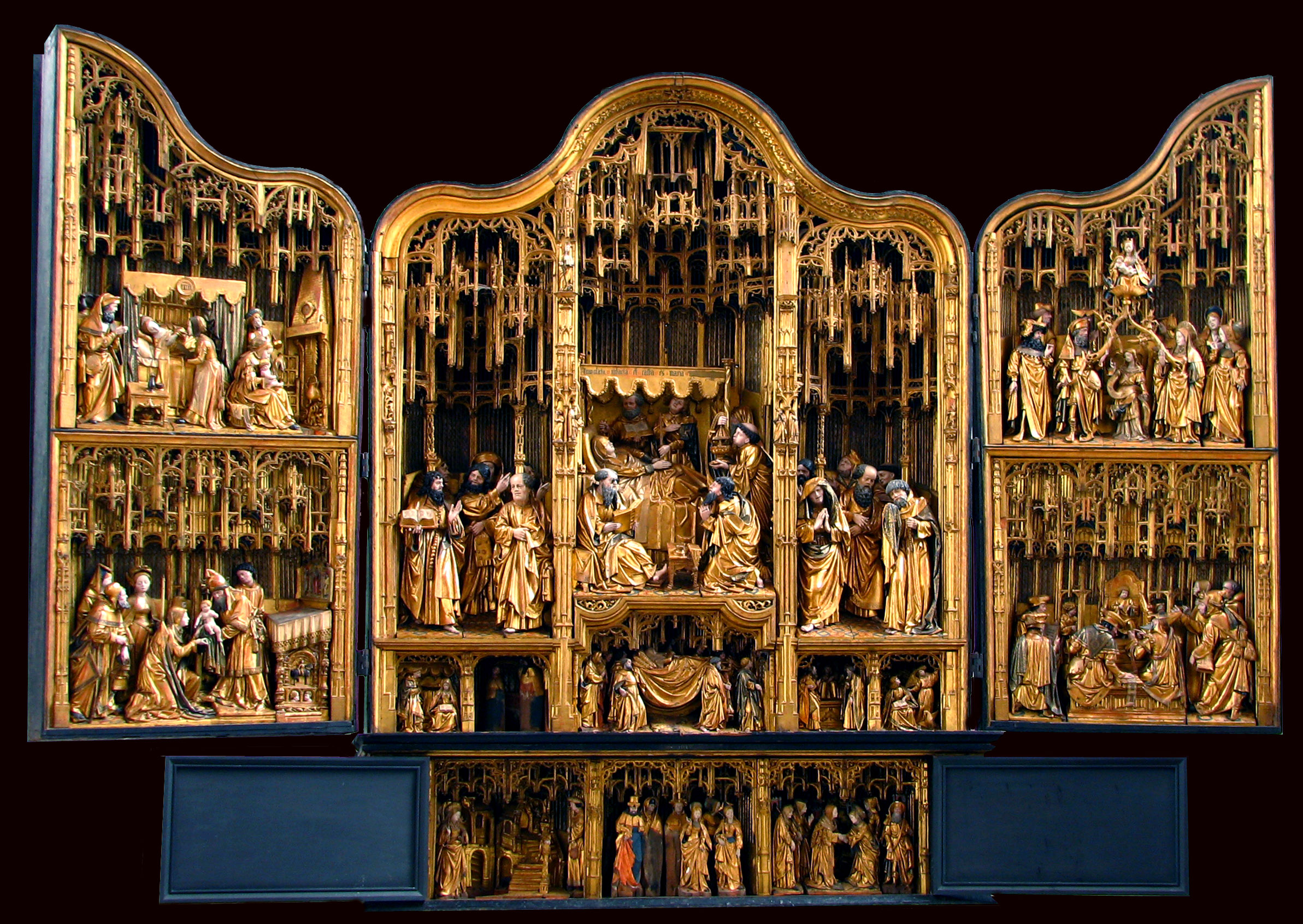
Marienretabel von 1518 in der Marientidenkapelle der Marienkirche (Lübeck). Das Zentralbild zeigt den Marientod.

Wie beim Passionsretabel sind die unteren Gefache zumeist mit Darstellungen der Kindheitsgeschichte Jesu ausgefüllt, da diese folgerichtig ja auch einen großen Teil der Geschichte Marias ausmachen. Die oberen Gefache werden durch Darstellungen des Tempelgangs, der Vermählung mit Josef, den Tod Marias, oder besondere mariologische Themen wie ihre Himmelfahrt, Krönung durch Christus und Gottvater, Verherrlichung durch die weltlichen und geistigen Stände oder eine Rosenkranzmadonna eingenommen. Die Flügel sind in den Motiven in der Zusammenstellung variabler und bedienen sich gleicher literarischer Quellen wie die Szenen der Passionretabel, wobei die neutestamentlichen Texte aufgrund der weniger prominenten Rolle Marias dort zugunsten der Texte der Apokryphen und spätmittelalterlichen Mystik und Frömmigkeit zurücktreten.
Bisweilen zeigen sie Deesis- oder Sakramentsdarstellungen oder Maria zugeordnete Heilige (z. B. Margareta von Antiochia oder Katharina von Alexandrien).

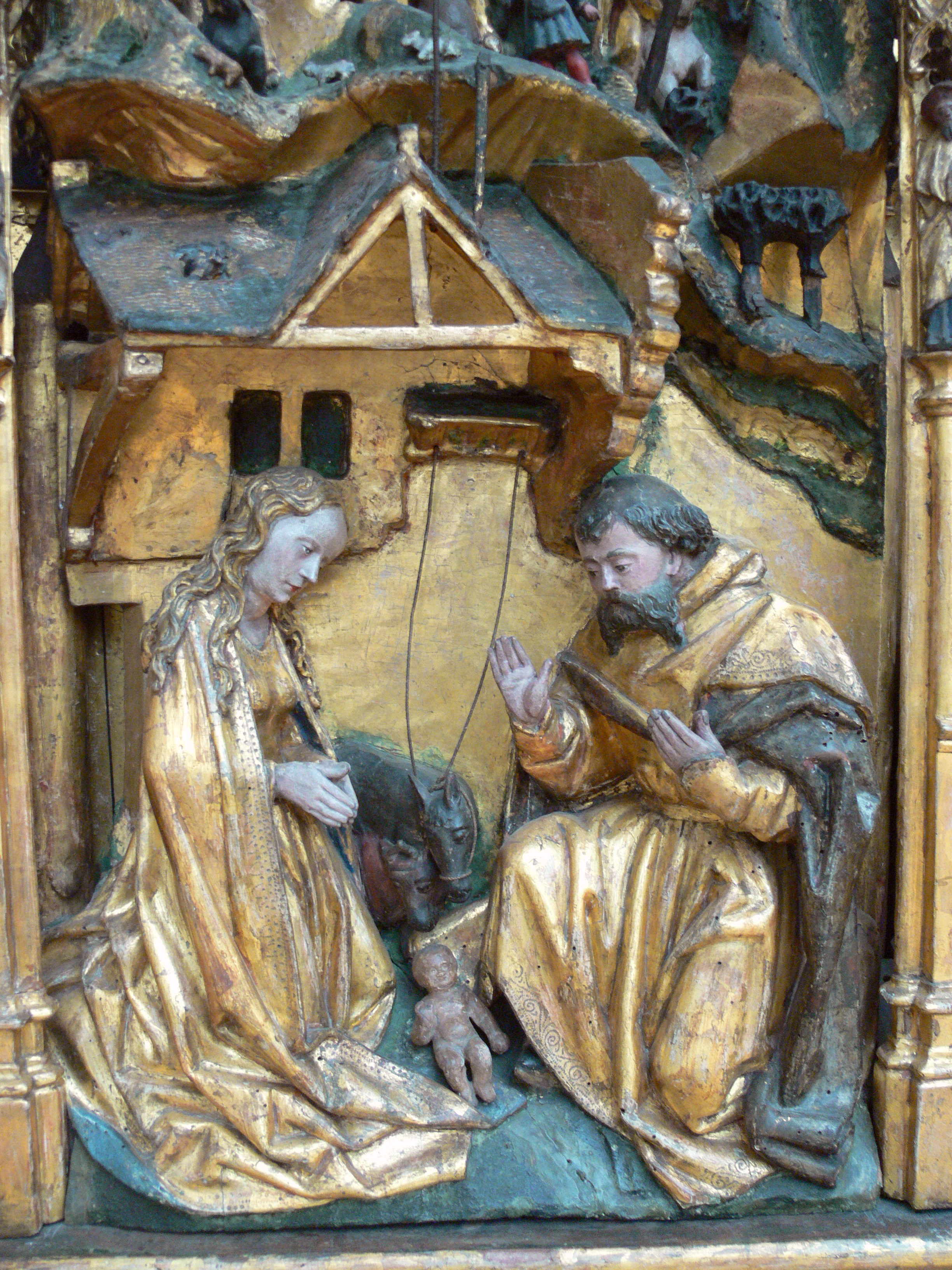
Geburt Christi (Detail), Brüsseler Retabel aus Mengen,  Skulpturensammlung, Berlin, um 1480
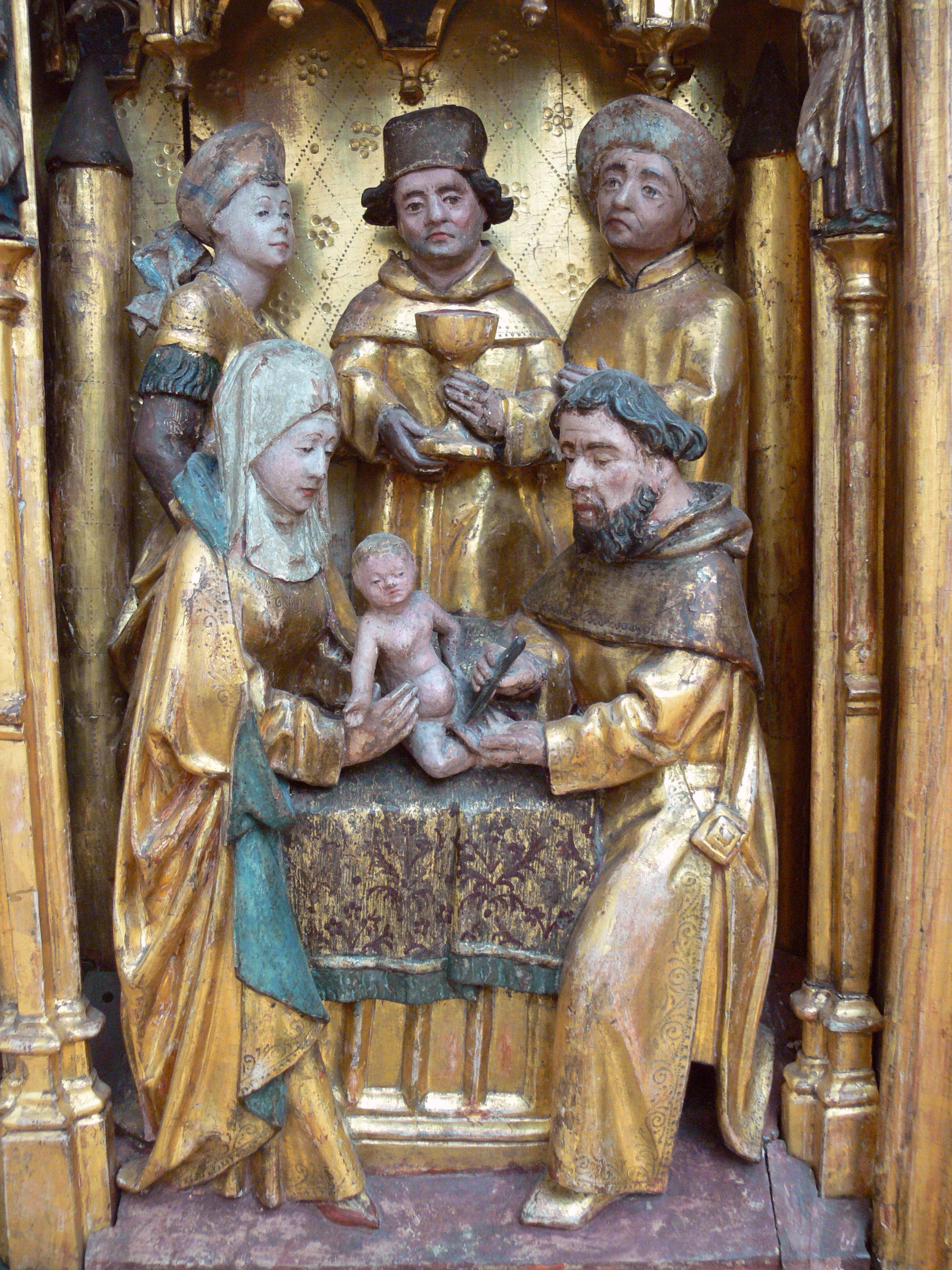
Beschneidung Christi (Detail), Brüsseler Retabel aus Mengen, Skulpturensammlung, Berlin, um 1480

### Heiligenretabel
Die viel seltener als Passions- und Marienretabel vorkommenden Heiligenretabel beruhen auf einer den beiden vorigen Gruppen in der Konstruktion genau vergleichbaren Gestaltung, enthalten aber durchgängig auf Flügeln und im Schreinkasten Szenen der Legende eines oder mehrerer Heiliger. Sie sind z. B. erhalten oder überliefert für den Apostel Matthäus, Jakobus den Älteren, Leonhard von Limoges, Georg und die Heiligen Dymphna und Anna. Selten enthalten sie auch nichterzählerische Darstellungen in Form von Standfiguren. Diese Sonderformen treten in Antwerpener Retabeln zumeist in Gegenden auf, in denen die einheimische oder besonders geschätzte Produktion benachbarter Kunstzentren die Wiedergabe von Standfiguren pflegt. So zum Beispiel in Nordspanien und dem im Jahrhundert zuvor unter lübeckischem Einfluss stehenden Mittelschweden (vgl. Ytterselö). Literarische Vorlage mag im Spätmittelalter die Legenda aurea des Jacobus de Voragine u. a. Hagiografien gewesen sein.

### Sonderformen
Als Sonderformen der Antwerpener Produktion können erhaltene oder überlieferte Retabel z. B. zur Eucharistie, wie das des Jan de Molder für die Abtei Averbode, (heute Musée national du Moyen Âge, Paris, 1513) angesehen werden. Aber auch einszenige kleinformatige Retabel verlassen bisweilen die oben dargelegten Klassifizierungen und es entstehen Mischformen.
Generell ist eine ikonografische Klassifizierung der Antwerpener, wie auch der Brüsseler und Mechelener und anderer Retabel, von verschiedensten Faktoren wie gewählten Motiven, theologischem und historischem Kontext am Aufstellungsort oder Nutzung literarischer Vorlagen abhängig und durchaus diskutabel.

## Standorte
Ein Antwerpener Retabel findet sich u. a. in:
- Affeln, Pfarrkirche St. Lambertus
- Aurich, Lambertikirche (Aurich)
- Barmen (Jülich), St. Martinus
- Bergheim-Paffendorf (Rhein-Erft-Kreis), St. Pankratius
- Bielefeld, Altstädter Nicolaikirche
- Dortmund, Petrikirche (Das Goldene Wunder von Westfalen)
- Euskirchen, St. Martin
- Haltern am See, St. Sixtus
- Hamm-Rhynern, St. Regina
- Heimbach, Salvatorkirche
- Kempen, Propsteikirche
- Klausen (Eifel), Wallfahrtskirche Maria Heimsuchung
- Köln, Hoher Dom zu Köln (Agilolphusaltar)
- Kranenburg, St. Peter und Paul
- Langerwehe, St. Martin
- Linnich, St. Martinus
- Lübeck, St. Marien
- Maastricht, St. Servatius
- Mittenwalde, St. Moritz
- Münstermaifeld, Stiftskirche St. Martin und St. Severus
- Osnabrück, St. Marien
- Philadelphia, Philadelphia Museum of Art
- Roermond Munsterkerk[3]
- Roskilde, Dom
- Schwerte, St. Viktor
- Soest, St. Petri
- Straelen, St. Peter und Paul
- Süchteln (Stadt Viersen), St. Clemens
- Süggerath (Stadt Geilenkirchen), Heilig-Kreuz-Kirche
- Vreden, St. Georg
- Waase auf Ummanz bei Rügen
- Wien, Votivkirche
- Xanten, St. Viktor
- Zell-Merl, St. Michael
- Zülpich, St. Peter

## Bilder

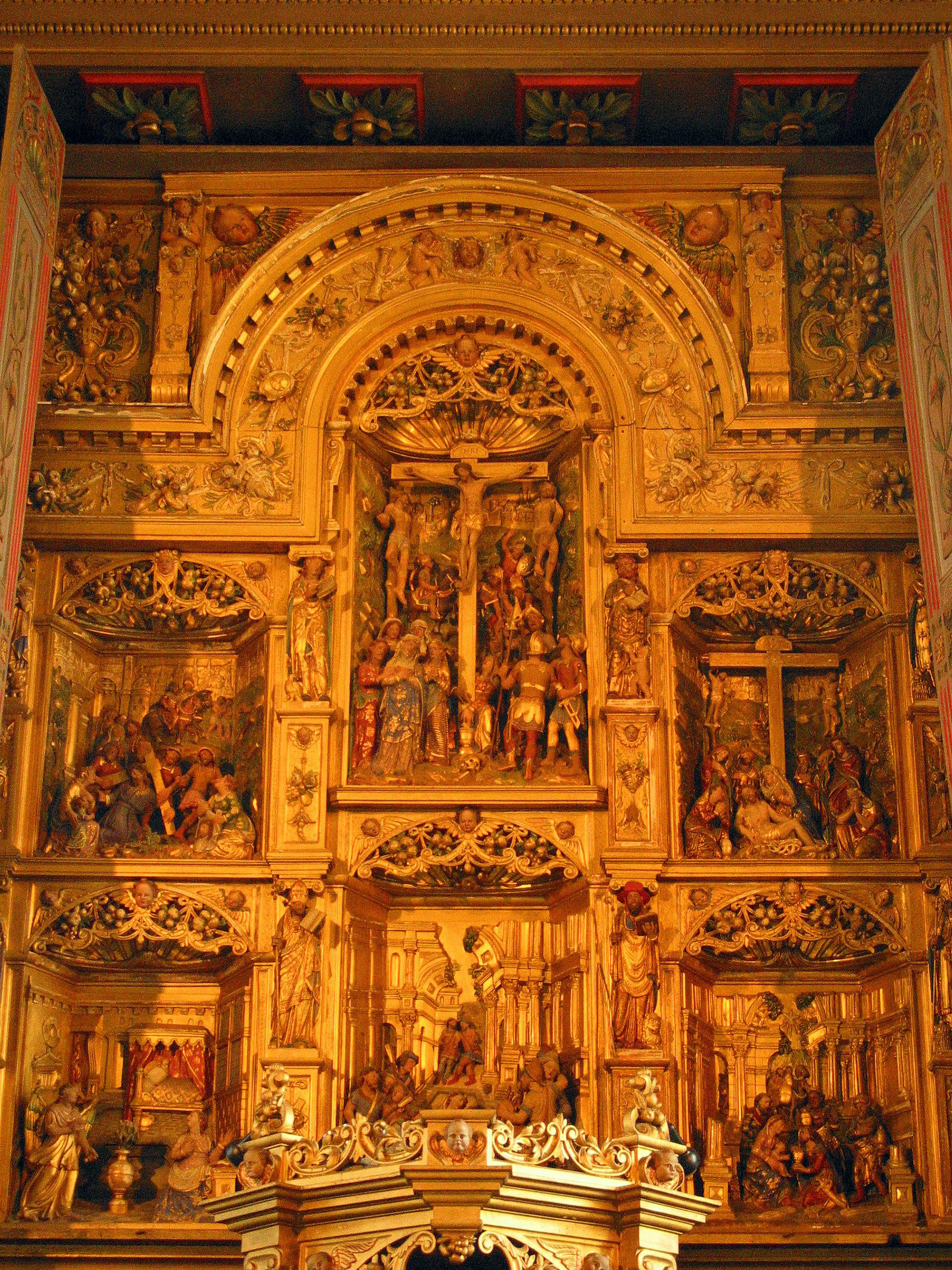
Antwerpener Retabel in Notre-Dame in Gedinne (B)
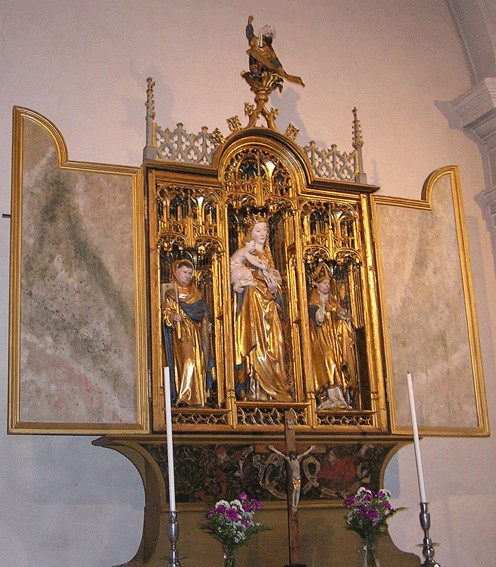
Sonderform eines Brabanter Retabels in Ytterselö (S), um 1520 (?)
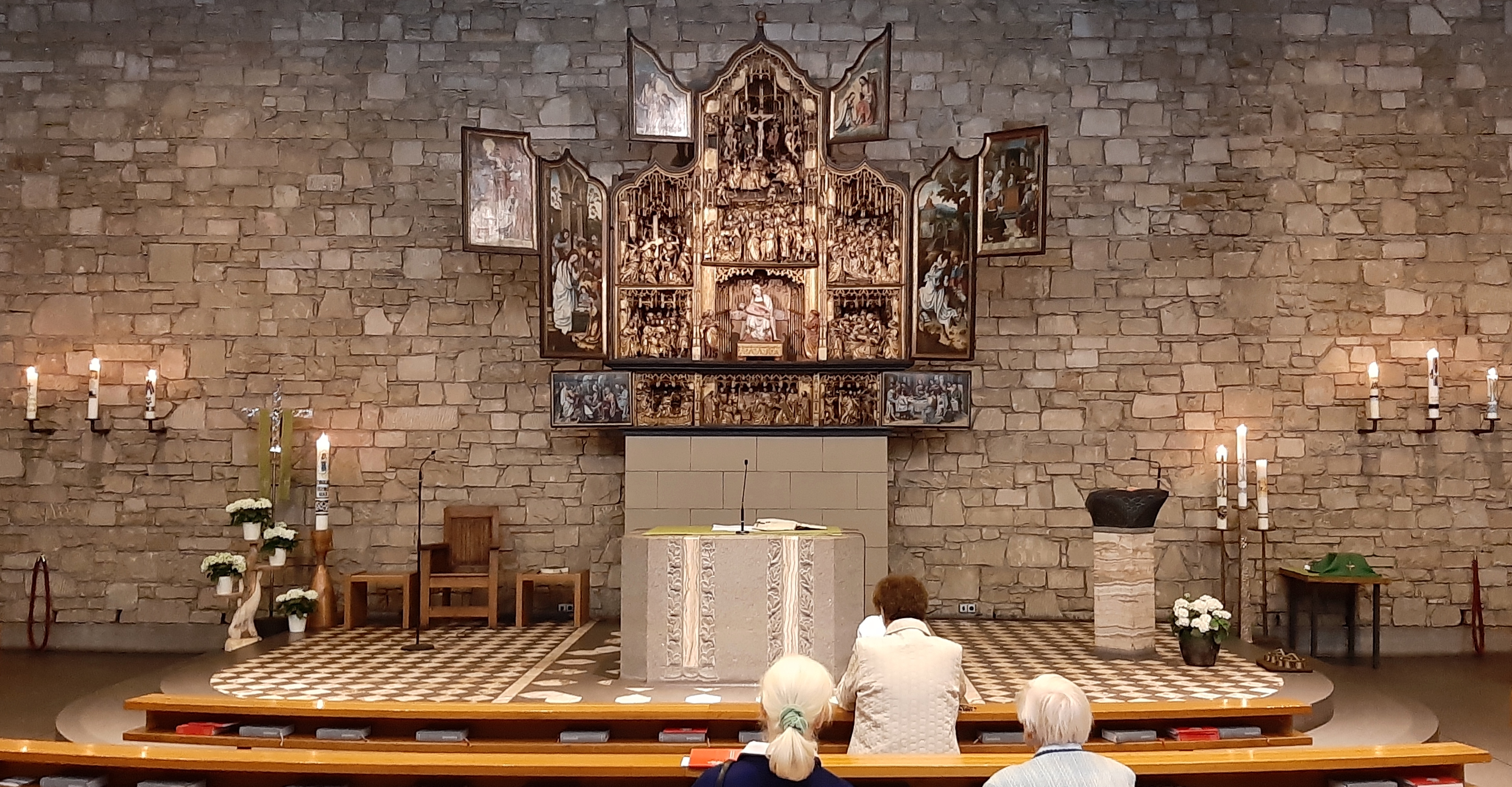
Antwerpener Retabel in der Salvatorkirche in Heimbach (Eifel)
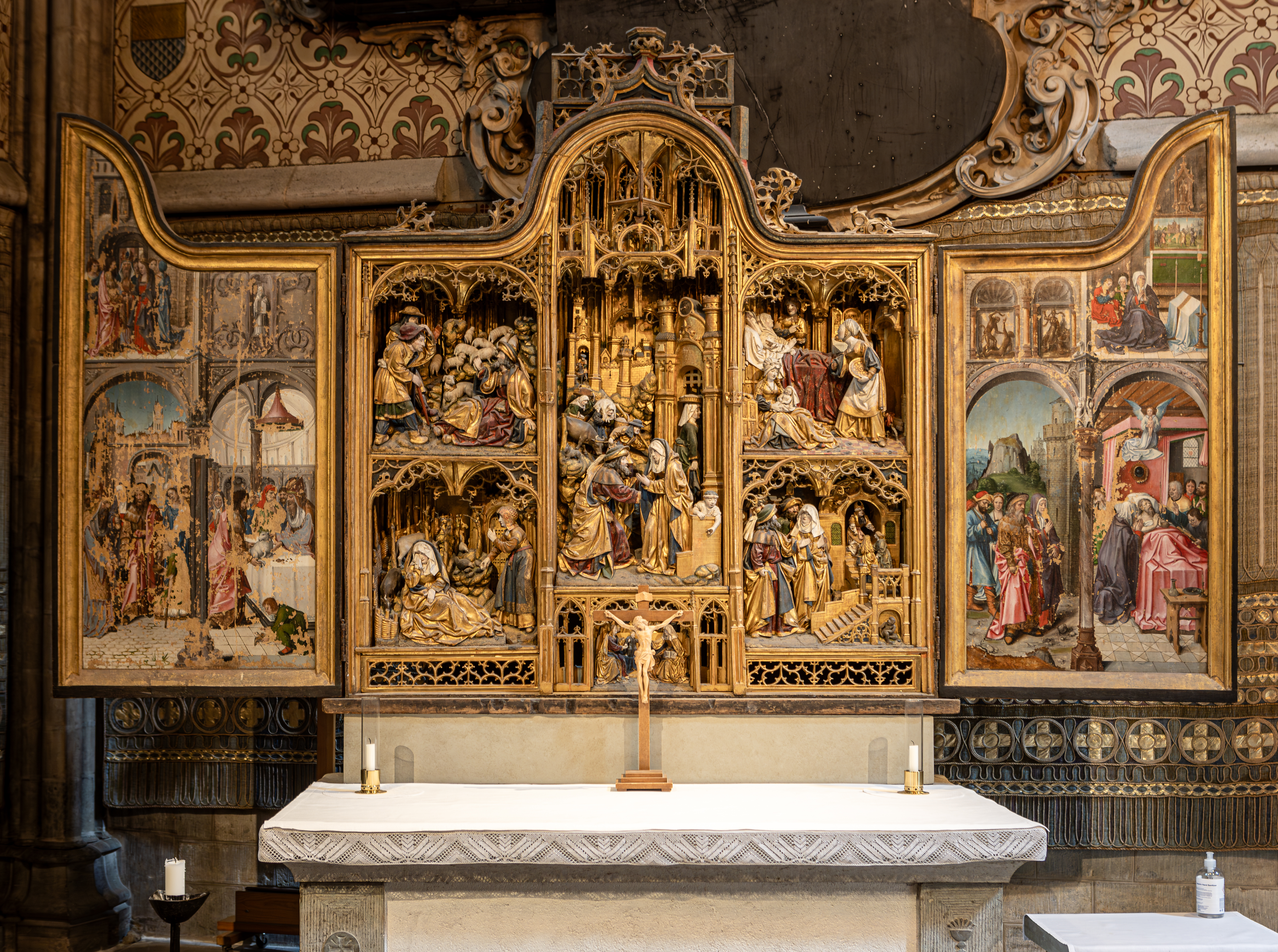
Brüsseler Retabel aus Skånela, Domkirche Uppsala (S), Pasquier Borman (?), um 1520
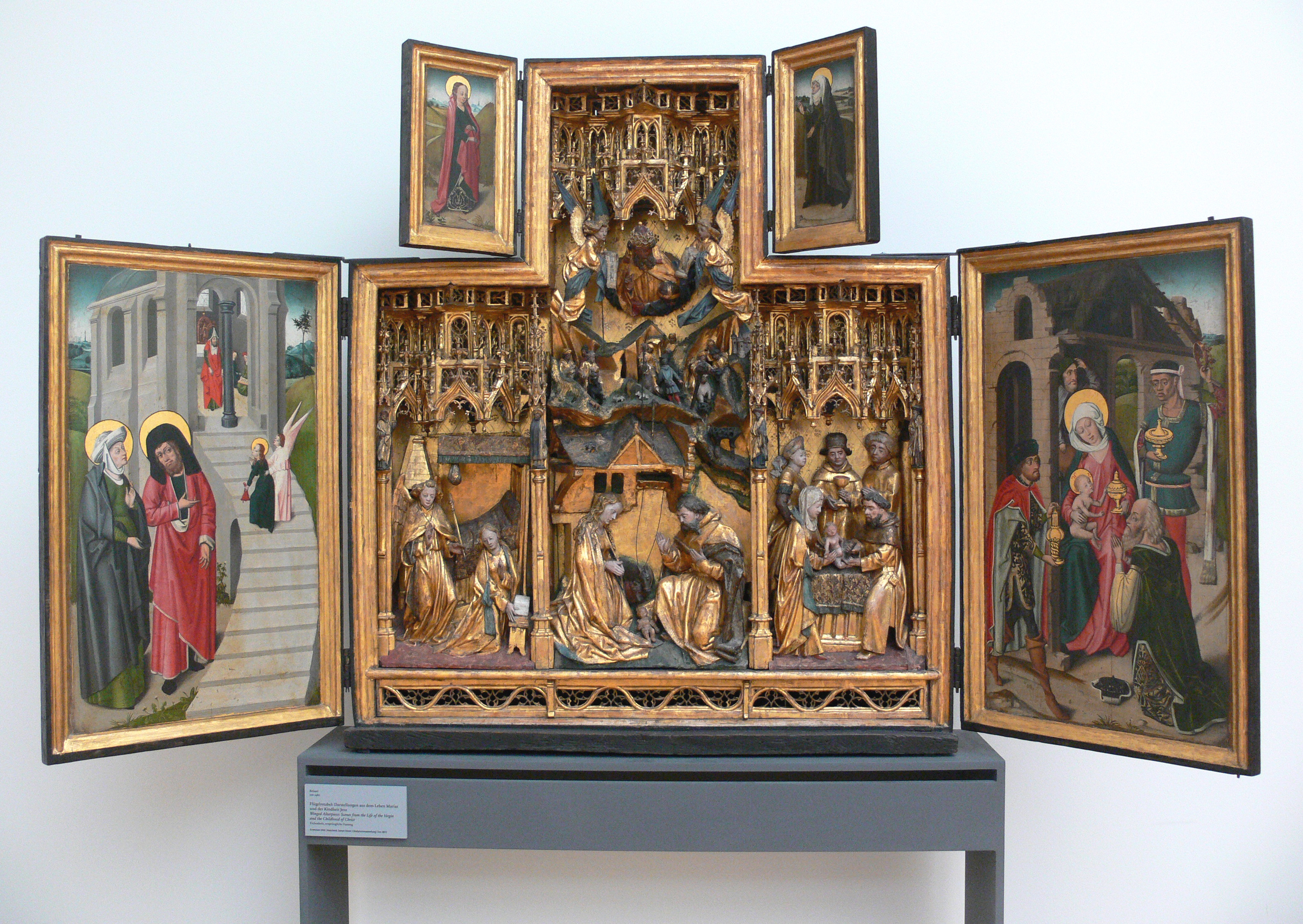
Brüsseler Retabel aus Mengen, Skulpturensammlung, Berlin, um 1480
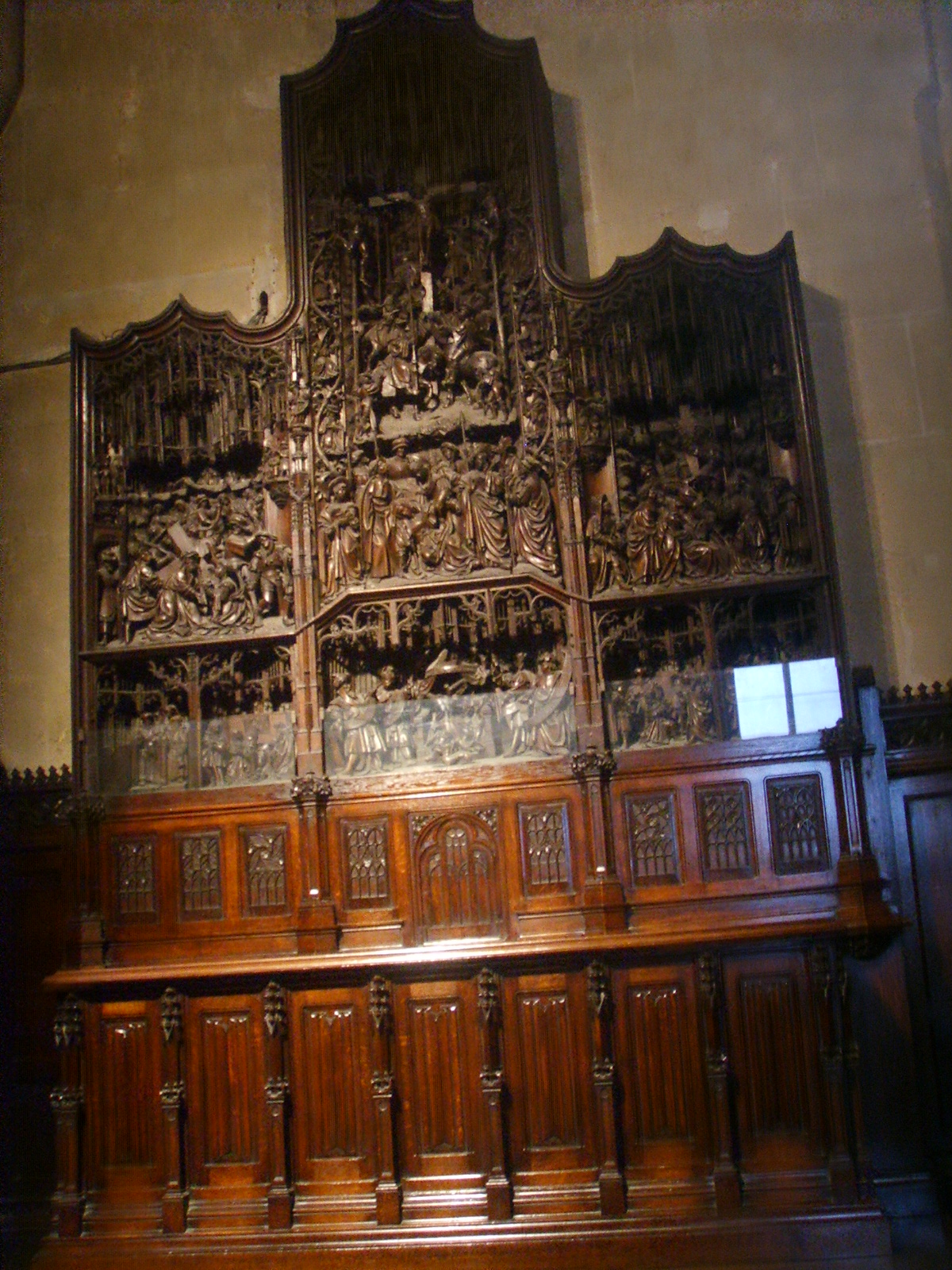
Antwerpener Retabel in Saint Germain l’Auxerrois, Paris
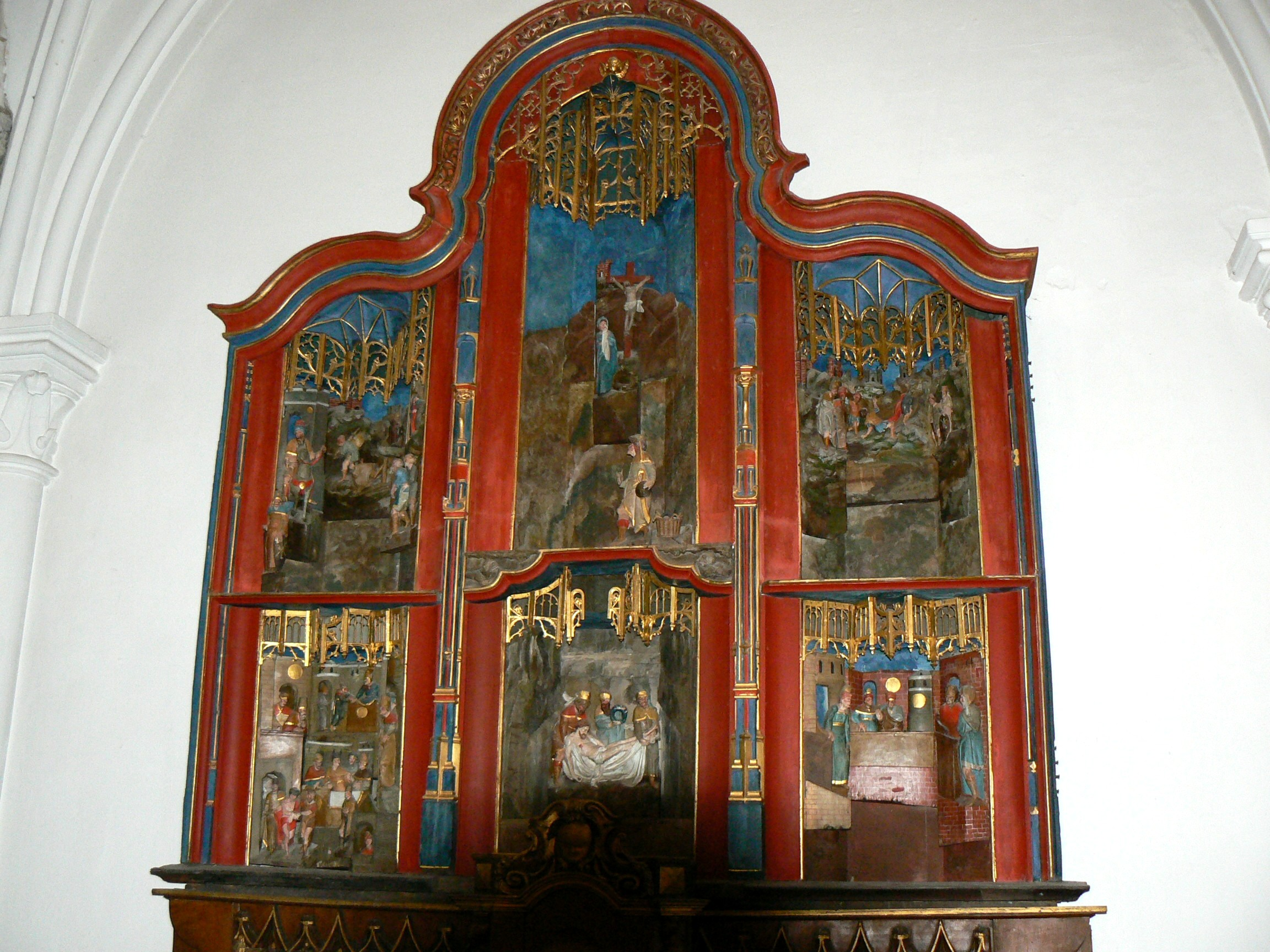
Antwerpener Retabel in Wattignies (F), St. Lambertus, stark fragmentiert und neu bemalt
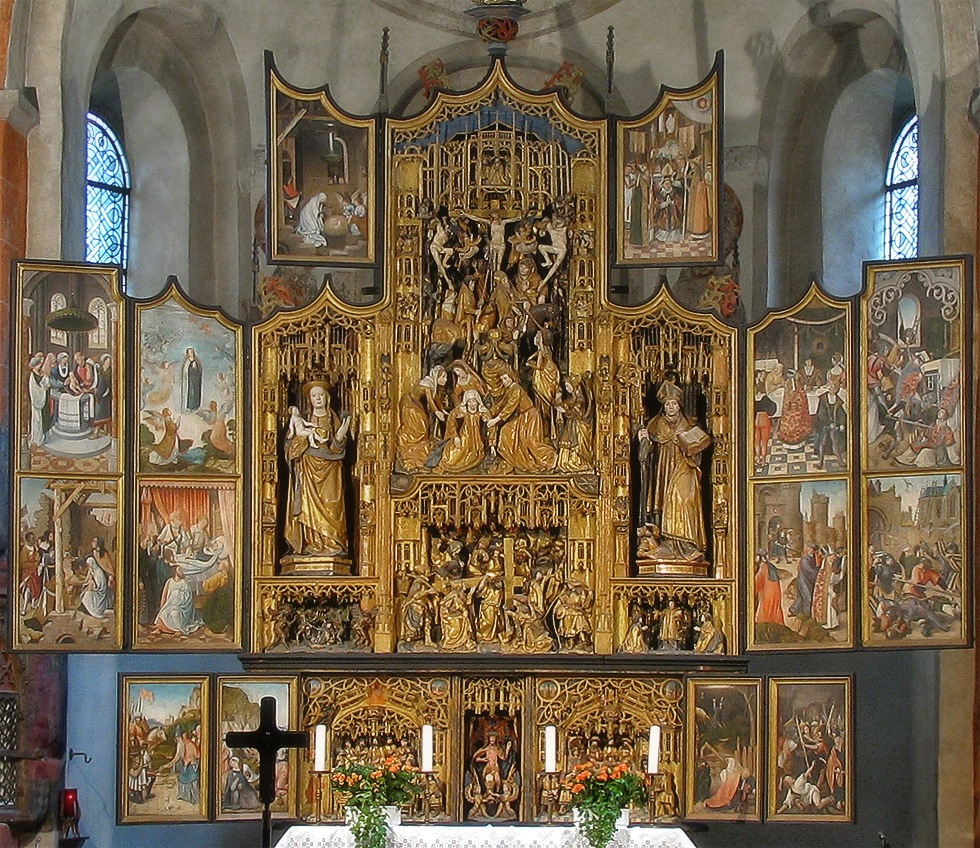
Antwerpener Retabel in Affeln (D), um 1525